# Utstrålning (new age)
Utstrålning syftar i new age-sammanhang på vad en människas energifält runt kroppen, aura, säger om sinnesstämning och den yttre personligheten. Denna ska alla kunna "läsa av" om de är observanta och öppna. Utstrålning är något som visar hur man känner sig inombords.